# Trnovača (Vrbas)
Trnovača je rijeka u Bosni i Hercegovini, lijeva pritoka Vrbasa.
Izvor Trnovače nalazi se iznad sela Uzričje južno od Uskoplja, a ulijeva se u Vrbas u selu Podgrađe na oko 600 metara nadmorske visine. U Uzričju se na Trnovači nalazi manji ribnjak.
Najveća joj je pritoka Voljišnica.